# 蜂花

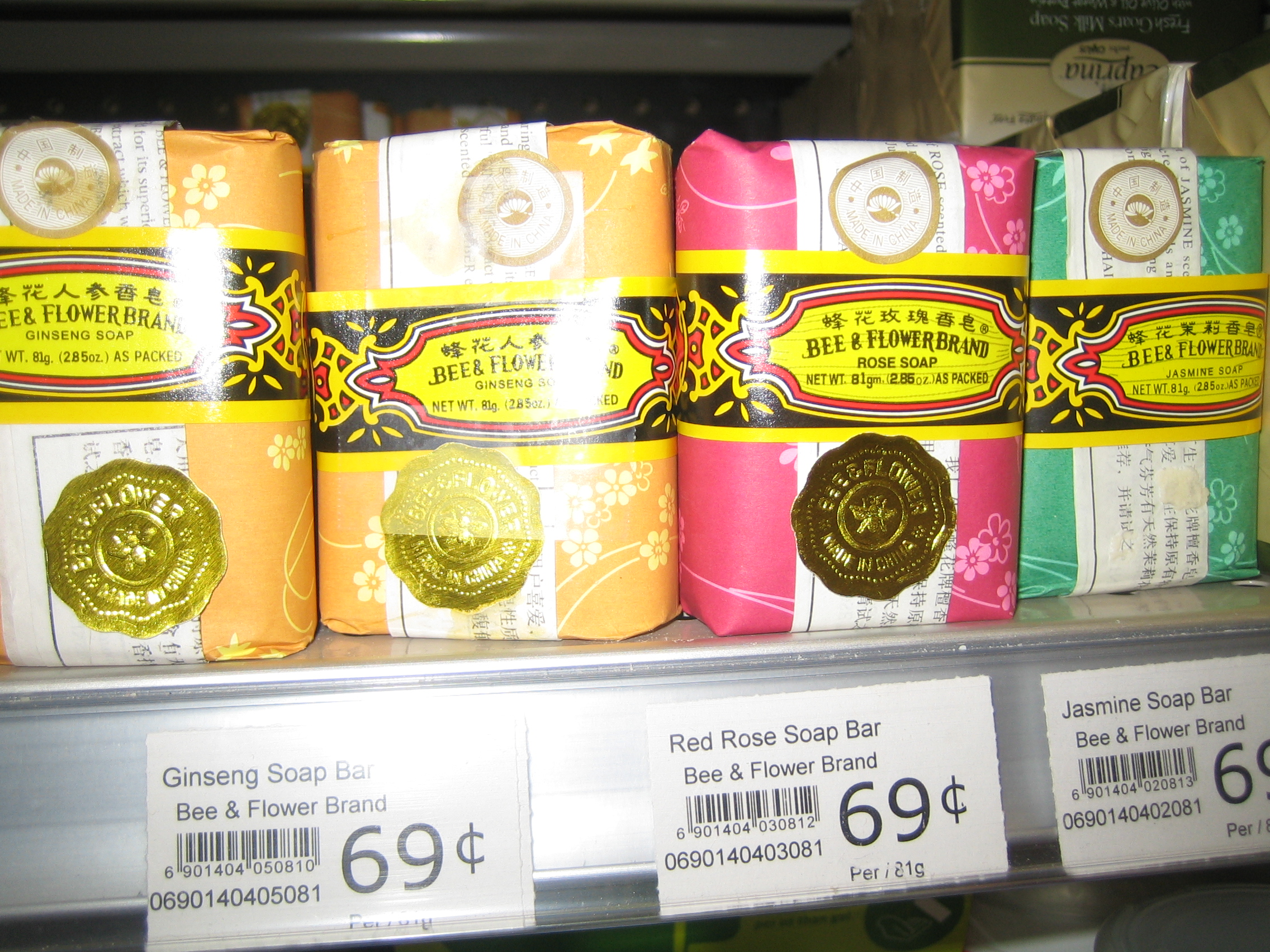
加拿大销售的蜂花檀香皂

蜂花又名蜂花檀香皂、上海檀香皂或檀香皂，是中華人民共和国上海市的一个香皂品牌，生产企业是国企上海制皂厂。此外，在上海拥有“蜂花”商标的还有1985年成立的民企上海蜂花日用品有限公司（原上海华银日用品有限公司），唯两个“蜂花”注册商标图案不同，对应的产品品类也有差异。

## 蜂花檀香皂
蜂花檀香皂最早是在1928年由中央香皂厂推出。1933年後，蜂花開始出口到东南亚。1957年7月，中央香皂厂并入五洲固本肥皂厂，蜂花品牌轉移至五洲固本肥皂厂旗下。1960年8月，五洲固本肥皂厂并入上海制皂厂後，蜂花又為上海制皂厂所持有。1983年7月，上海制皂厂推出蜂花牌液体香皂。2017年，上海制皂厂將蜂花檀香皂的製造工廠從上海普陀區桃浦鎮搬迁至安徽马鞍山。
蜂花是中華人民共和国唯一3次連續獲得“国家质量银质奖”的香皂，後又獲得中国名牌产品、上海市著名商标、上海名牌、上海老字号等榮譽。2015年4月22日，上海制皂官方旗舰店在天猫上线开业，当年销售额500多万，第二年销售额翻了一番多，其中蜂花产品系列占到30%。

## 蜂花日用品
1985年，上海制皂厂允許上海华银洗涤剂厂（现上海蜂花日用品有限公司）使用蜂花這一品牌，华银洗涤剂厂后改为上海华银日用化学品总厂。

## 外部鏈接
- 官方网站